# 短身间吸鳅
短身间吸鳅又名短身金沙鰍（学名：Jinshaia abbreviata）为平鳍鳅科间吸鳅属的鱼类，是中国的特有物种。分布于长江上游等，常生活于大江激流。该物种的模式产地在四川。

## 扩展阅读
維基物種上的相關：短身间吸鳅